# Atalaya (Cáceres)
Atalaya es un despoblado español de la provincia de Cáceres, situado en el término municipal de Montehermoso. Durante la Reconquista fue una fortaleza importante en su zona. Actualmente está considerada como una finca del municipio.

## Localización
La Atalaya es, por su importancia histórica, la principal finca del término municipal. Está situada al sur del término, en la carretera que une la ermita de Valdefuentes con Alagón, y es más antigua que Montehermoso.

## Historia
Su nombre, de origen árabe, significa torre, torreón o torrecilla, y de hecho su construcción data del siglo IX, formando parte de un grupo de torres vigía que los árabes construían estratégicamente en lugares elevados para vigilar los alrededores. Aunque en la época árabe fue una torrecilla sin importancia, tras la Reconquista de la Transierra por parte del Reino de León adquirió valor estratégico por su proximidad a Galisteo y Coria.
En 1077 pasó por primera vez a pertenecer a los cristianos tras ser conquistada por el rey Alfonso VI. Este rey donó el castillo de Atalaya a su mayordomo Pelayo Vellido o Pelay Velídiz, y de ahí que la hoy conocida como finca La Atalaya recibiera el nombre de Atalaya de Pelay Vellido. En 1086 la batalla de Zalaca devuelve la fortaleza a los musulmanes. Hubo que esperar hasta 1170 para que volviera a ser reconquistada por cristianos, esta vez con Fernando II como rey. En aquella época los papas Alejandro III y Lucio III reconocían en sus bulas a La Atalaya como pueblo con iglesia. 
Al encontrarse el Obispado de Coria próximo a la frontera con los musulmanes, el 21 de abril de 1183 Fernando II se la entregó a la Diócesis de Santiago de Compostela para construir una fortaleza con vivienda para defenderse de los musulmanes del sur. Su hijo, Alfonso IX de León, confirmó la entrega de la Atalaya a la iglesia de Santiago el 16 de julio de 1188. En 1203 el mismo Alfonso IX estableció sus límites. En mayo de ese año el rey y su esposa, doña Berenguela, pasaron unos días de descanso en la Atalaya. La estratégica localización de la Atalaya hizo que la Orden de Santiago quisiera establecer allí su Casa Mayor. Aunque en un principio el rey no quería cederla a la orden, en 1209 Alfonso IX pensó que sería muy útil la cooperación de la orden para continuar la Reconquista. El 20 de abril de ese año, la orden y la iglesia de Santiago permutaron la Atalaya por el castillo de San Jorge situado en Trastámara. La Diócesis de Santiago quedó también satisfecha, ya que la Atalaya quedaba muy lejos de su sede. 
Sin embargo, la orden de Santiago, al estar repartida por varios reinos, decidió que su casa principal se instalaría en el castillo de Uclés, en el Reino de Castilla, al no ocupar la Atalaya un lugar céntrico en sus territorios. De este modo, la Atalaya quedó simplemente como una encomienda santiaguista, que unos años más tarde se arruinó totalmente.
En 1229 Alfonso IX, tras conquistar Cáceres, volvió a visitar la Atalaya, esta vez para organizar sus fuerzas para apoderarse de la fortaleza de Montánchez. En 1259, el Maestre Pelayo Pérez Correa dio el usufructo vitalicio de la Atalaya al infante Martín Alfonso y su mujer, la infanta María Méndez de Portugal, a condición de donársela tras la muerte de ellos al convento del Sancti-Spíritus de Salamanca. Al morir los infantes, los santiaguistas no aceptaron la cesión de la Atalaya a dicho convento, lo que dio lugar a un pleito durante el reinado de Enrique III el Doliente. Se cree que en esa época La Atalaya ya era un pueblo reducido.
La Atalaya fue propiedad del Sancti-Spíritus desde el pleito hasta la desamortización de Mendizábal, manteniéndose separada del Señorío de Galisteo, tal y como puede comprobarse en el Catastro de Ensenada realizado en Montehermoso el 1 de febrero de 1753, donde se llamaba al lugar Villacastiel de la Atalaia.

## Demografía
En el siglo XXI, su población varía entre 0 y 2 habitantes.